# Jakub Sobieski
Jakub Sobieski, född 5 maj 1590 i Żółkiew, död där 13 juni 1646, var en polsk diplomat och historisk författare.
Sobieski blev 1638 vojvod av Bełz, 1641 av Rus och kort före sin död kastelian av Kraków. Han användes av Sigismund III och Vladislav IV som diplomat vid underhandlingar med turkarna (1621), i Tyskland (1635), med svenskarna (två gånger) samt vid westfaliska fredskongressen.
Sobieskis viktigaste arbeten är Commentariorum belli Chotimensis libri III (1646) och reseskildringarna Dwie podróze po krajach europejskich w latach 1607–13 i 1638 (tryckt 1833) och Dziennik rokowań z posłami szwedzkimi w Sztumdorfie (1643, tryckt i "Biblioteka Litewska", om underhandlingarna i Stuhmsdorf).